# نیل استیونسن
نیل استیونسن (انگلیسی: Neal Stephenson؛ زادهٔ ۳۱ اکتبر ۱۹۵۹) یک نویسنده اهل ایالات متحده آمریکا است.
او در سال ۱۹۹۲ کتابی نوشت با عنوان خرابی برفکی که برای معرفی یک دنیای مجازیِ سه بعدی و متشکل از آواتارهای مردمان واقعی است. استیونسن، این دنیای مجازی را متاورس نامید. اصطلاحی که هم اکنون در توصیف آینده اینترنت می‌رود.
او این جهان را یک دنیای مجازی سه بعدی متشکل از آواتار مردمان واقعی توصیف کرد. در این داستان، دو نفر راننده تحویل کالا برای نجات خود از یک ویران‌شهر سرمایه‌داری، در دنیای متاورس سفر می‌کنند.